# Pierre Gringoire
Pierre Gringoire, född omkring 1470, död 1538 eller 1539, var en fransk författare.
Gringoires produktion var mycket stor och omfattade ett flertal skådespel, dialoger, satiriska och didaktiska dikter, tillfällighetsdikter, politiska och religiösa dikter, pamfletter med mera. Han är en typisk representant för den utgående medeltiden, positiv och praktisk, rätt torr genom sin bristande fantasi och sin avsaknad av sensibilitet. Genom sitt enkla, klara språk, sin dyrkan av ordning och reda förebådar han klassicismen. Han har blivit kallad sin tids Voltaire. Gringoire var särskilt betydande som dramatiker. Han dominerade länge teatergillet Enfants sans souci, blev mère sotte och till sist prince des sots. Hans dramatik sträcker sig över alla dåtida genrer; även här förebådar han renässansen. Han höjde sottien och moraliteten upp på ett högt plan.